# Lizzie Yu Der Ling
Dans ce nom, le nom de famille, Yu, précède le nom personnel.
Lizzie Yu Der Ling (chinois traditionnel : 裕德齡 ; chinois simplifié : 裕德龄 ; pinyin : Yù Délíng ; Wade : Yü Tê-ling ; mieux connue sous le nom de « Princesse » Der Ling, également connue sous le nom d'Elisabeth Antoinette White après son mariage avec Thaddeus Cohu White), née le 8 juin 1881 et décédée le 22 novembre 1944, était une princesse han de la dynastie Qing (mandchoue) et une écrivaine chinoise.
Elle était la fille de Yu Keng, officier de la Bannière han blanche. Celui-ci fut notamment nommé Ambassadeur en France pendant quatre ans. Il fut connu pour ses opinions progressistes et réformistes. Elle eut également une sœur, Nellie Yu Roung Ling, danseuse, et deux frères, Charles Yu Hsingling (en) et John Yu Shuinling (en).

## Biographie

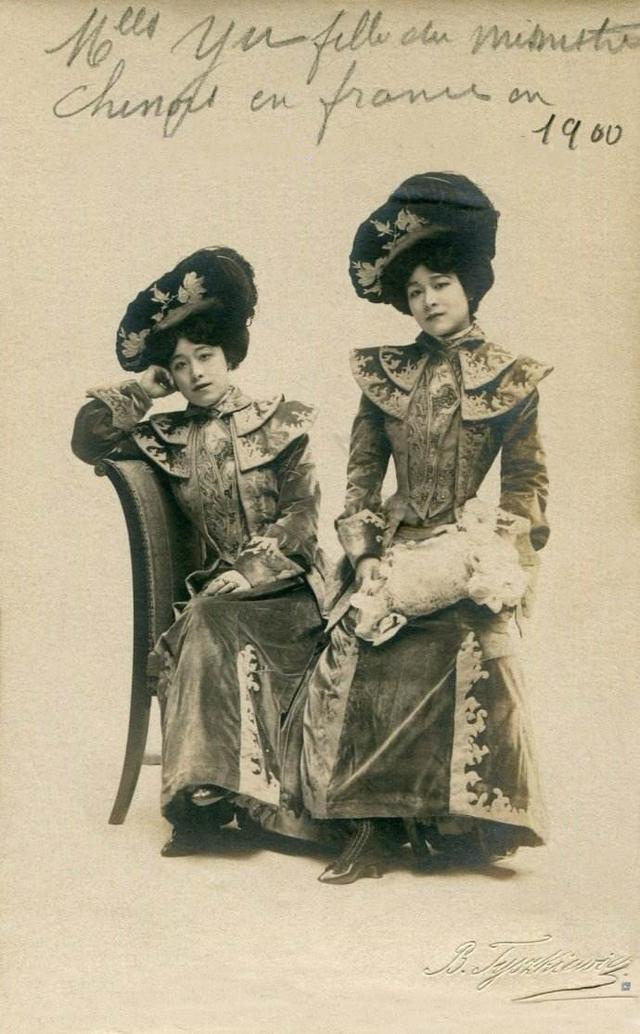
Lizzie (gauche) et sa sœur Nellie, 1900.

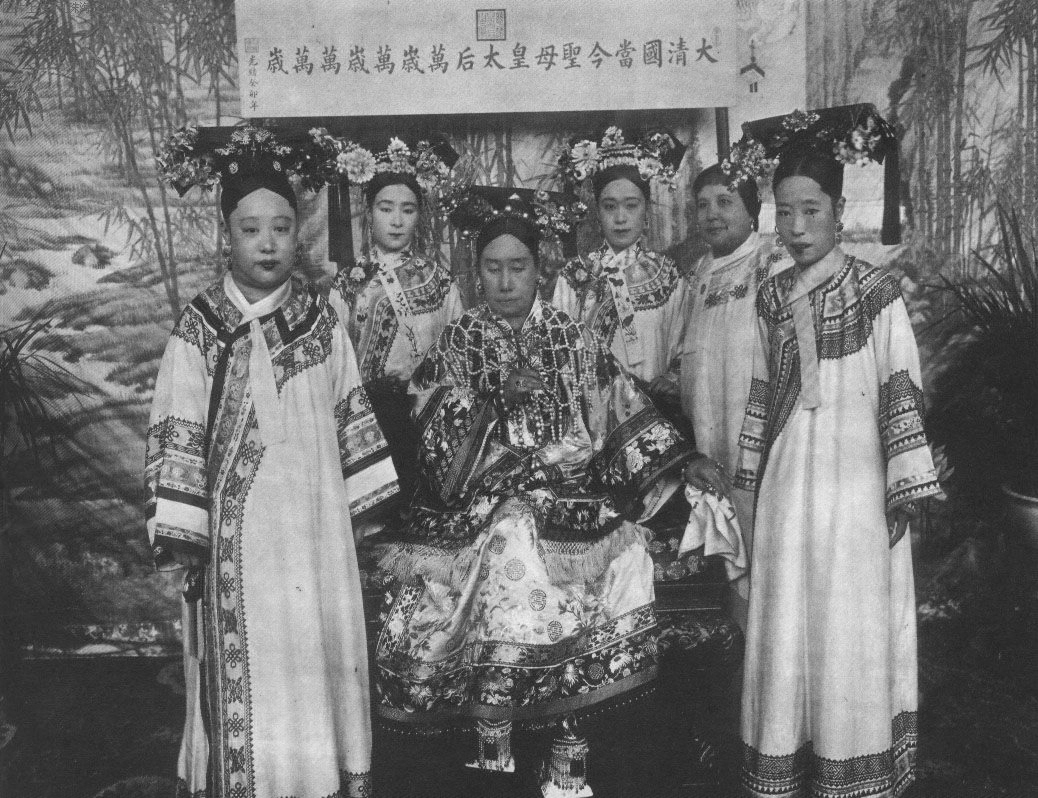
Der Ling en compagnie de Cixi et d'autres proches de Cixi.

Elle nait le 8 juin 1881, à Wuchang, aujourd'hui district de Wuhan, et grandit à Jingzhou dans la province du Hubei.
Catholique baptisée par l'évêque français Alphonse Favier. Quand elle était petite, Der Ling a voyagé avec son père à Rome et a reçu une bénédiction papale par la main de Léon XIII lors d'une réunion privée,.
Elle suit son père avec ses frères et sa sœur lorsqu'il part travailler en 1899 comme ambassadeur en France. Elle y reçoit une éducation occidentale française. De retour en Chine, la princesse Der Ling, à 21 ans, devint la première dame de compagnie de l’impératrice douairière Cixi. Elle vit dans la Cité interdite jusqu’en mars 1905, année du décès de son père.
Le 21 mai 1907 elle épouse Thaddeus C. White, un Américain des États-Unis.
Elle décrit son expérience à la Cour impériale chinoise dans ses mémoires, qu'elle publie dans plusieurs ouvrages. Le plus connu étant Two Years in the Forbidden City (litt. « Deux ans dans la Cité Interdite »), qui furent publiées en 1911, année du soulèvement de Wuchang qui fait chuter la dynastie Qing. Elle y décrit des faits historiques de la vie à la Cour et de son service très particulier auprès de l'Impératrice Cixi, laissant ainsi un témoignage important d'un monde aujourd’hui disparu.
Elle décède à Berkeley, Californie, aux États-Unis, le 22 novembre 1944.

## Œuvres
- 1911 : Two Years in the Forbidden City (litt. « Deux ans dans la Cité Interdite ») ;
- 1928 : Old Buddha (litt. « Vieux Bouddha ») ;
- 1929 : Kowtow (litt. « Kowtow ») ;
- 1930 : Lotos Petals (litt. « Pétales de lotus ») ;
- 1932 : Jades and Dragons (litt. « Jades et Dragons ») ;
- 1932 : Golden Phoenix (litt. « Phénix doré ») ;
- 1933 : Imperial Incense (litt. « Encens Impérial ») ;
- 1935 : Son of Heaven (litt. « Fils du ciel »).